# Municipio de Chiconamel
El municipio de Chiconamel es un municipio ubicado en el estado de Veracruz, México. Según el censo de 2020, tiene una población de 6610 habitantes. Su cabecera es la localidad de Chiconamel.
Está ubicado en las coordenadas 21°14” latitud norte y 98°27” longitud oeste, a una altitud de 140 metros sobre el nivel del mar.

## Límites
Limita al sureste con Chalma, al noreste con Platón Sánchez, y al oeste con el estado de Hidalgo.
Es un municipio con un clima principalmente cálido en extremo, con abundantes lluvias principalmente en verano y otoño.

## Festividades
Del 14 al 17 de agosto se cebra la fiesta patronal de la Virgen de la Asunción. 
Los días 6, 7 y 8 de marzo se realiza el tradicional Carnaval.